# Новоросцемент
ОАО «Новоросцемент» — крупный российский производитель цемента. Является старейшим из ныне действующих цементных предприятий России. Штаб-квартира компании расположена в Новороссийске. С 2007 года «Новоросцемент» находится под управлением АО «Газметаллпроект».

## История

### Предыстория
В 1879 году чешский химик Йозеф Кучера установил, что основу Маркхотского хребта в окрестностях Новороссийска составляют залежи мергеля, пригодного для изготовления цемента. Так появилась идея организации цементного производства под Новороссийском.
Указом Александра III от 1 января 1882 года было учреждено акционерное «Общество Черноморского цементного производства». Учредителями общества стали химик Виктор Ливен, барон Этьен Жирард де-Сукантон, генерал-майор Леонид Адамович и банкирский дом «Э.М. Мейер и К».
3 декабря 1882 года вблизи Новороссийска на северо-восточном берегу Цемесской бухты был пущен в строй цементный завод «Звезда» (ныне цемзавод «Пролетарий»). Завод вырабатывал портландцемент из известкового мергеля и имел производительность 7.500 тонн цемента в год. За счёт удачного географического положения месторождений продукция цемзавода стала экспортироваться по морю и по железной дороге не только по России, но и в другие страны.
В 1889 году на Кавказской выставке предметов сельского хозяйства и промышленности цемент завода «Звезда» получил золотую медаль.
Вскоре вокруг города начала быстро развиваться цементная промышленность: в 1899 был открыт завод «Цепь». В начале XX века в Новороссийске, Гайдуке, Верхнебаканском и Геленджике было создано множество цементных заводов, таких как «Аиндар», «Атлас», «Солнце», «Бетон», «Титан», «Скала», «Победа», «Орёл» и т.д. 
В годы Первой мировой войны новороссийские цементные заводы стали поставлять цемент для укрепления военных объектов. Во время войны заводы были полностью загружены заказами, поэтому реальные объёмы производства зачатую превышали проектную норму производства предприятий. К тому моменту черноморская цементная промышленность достигла пика производства: например завод «Цепь» смог выпускать 108 тонн цемента в год.
Однако начавшаяся Гражданская война полностью остановила производство на цемзаводах. К моменту установления советской власти в Новороссийске строения всех цемзаводов были изношены на 70-75 %, частично выведены из строя шахтные печи фирм «Дитч» и «Шнейдер».

### Советский период
В 1920 году по постановлению ВСНХ все частные цементные заводы Новороссийска были национализированы. Перезапуск цементного производства был затруднён послевоенным топливным и транспортным кризисом. 12 августа 1921 года Совет труда и обороны для ускоренного восстановления черноморской цементной промышленности ассигновал 100 тыс. рублей золотом на закупку угля в Великобритании. После получения угля цементные заводы «Звезда», «Титан», «Победа» и «Скала» начали работу.
5 февраля 1922 года создан трест «Новоросцемент», задачей которого было развёртывание цементной промышленности. В состав «Новоросцемента» вошли портландцементные заводы № 1 «Звезда», № 2 «Цепь», № 3 «Солнце», № 4 «Бетон», № 5 «Титан», № 6 «Орел», № 8 «Победа», № 9 «Скала», № 10 «Молот», а также недостроенный завод № 7 «Атлас» при станции Тоннельной.
6 ноября 1922 года по случаю 5-й годовщины Октябрьской революции ранее простаивавший цемзавод «Цепь» получил название «Октябрь», производство цемента на заводе началось 18 июля 1925 года. Также цемзавод № 1 «Звезда» получил название «Пролетарий».
С 1925 года на базе треста было создано Северо-Кавказское государственное объединение цементных и шиферных заводов «Новоросцемент».
К концу 1920-х годов заводы «Новоросцемента» были восстановлены, улучшилось их материальное снабжение. Это позволило увеличить объёмы производства цемента и шифера. Со временем возросло качество выпускаемого цемента. Новороссийский цемент получал золотые медали на Международной выставке стройматериалов 1926 года в Измире, и в 1936 году — в Париже.
В годы индустриализации «Новоросцемент» стал поставщиком цемента для строительства крупнейших всесоюзных объектов, таких как Беломорканал, Волховская и ДнепроГЭС, московское метро и др. В 1940 году было выпущено 961 тыс. тонн цемента.

### Великая Отечественная война
С началом Великой Отечественной войны цементные заводы «Новоросцемента» перестроились на выпуск военной продукции (бетонные доты, железобетонные плиты ВПП, мины, гранаты, медицинский гипс и т.д.). Довольно быстро линия фронта приблизилась к Новороссийску, поэтому заводы «Новоросцемента» стали регулярно подвергаться немецким бомбардировкам. В мае 1942 года Наркомат промстройматериалов издаёт приказ об эвакуации новороссийских цементных заводов в Сибирь и Среднюю Азию. После эвакуации на территориях заводов специальные команды под руководством НКВД взрывали уцелевшее оборудование и заливали водой запасы цемента.

Во время обороны Новороссийска на территории заводов «Новоросцемента» велись ожесточённые бои с немецко-фашистскими войсками. 

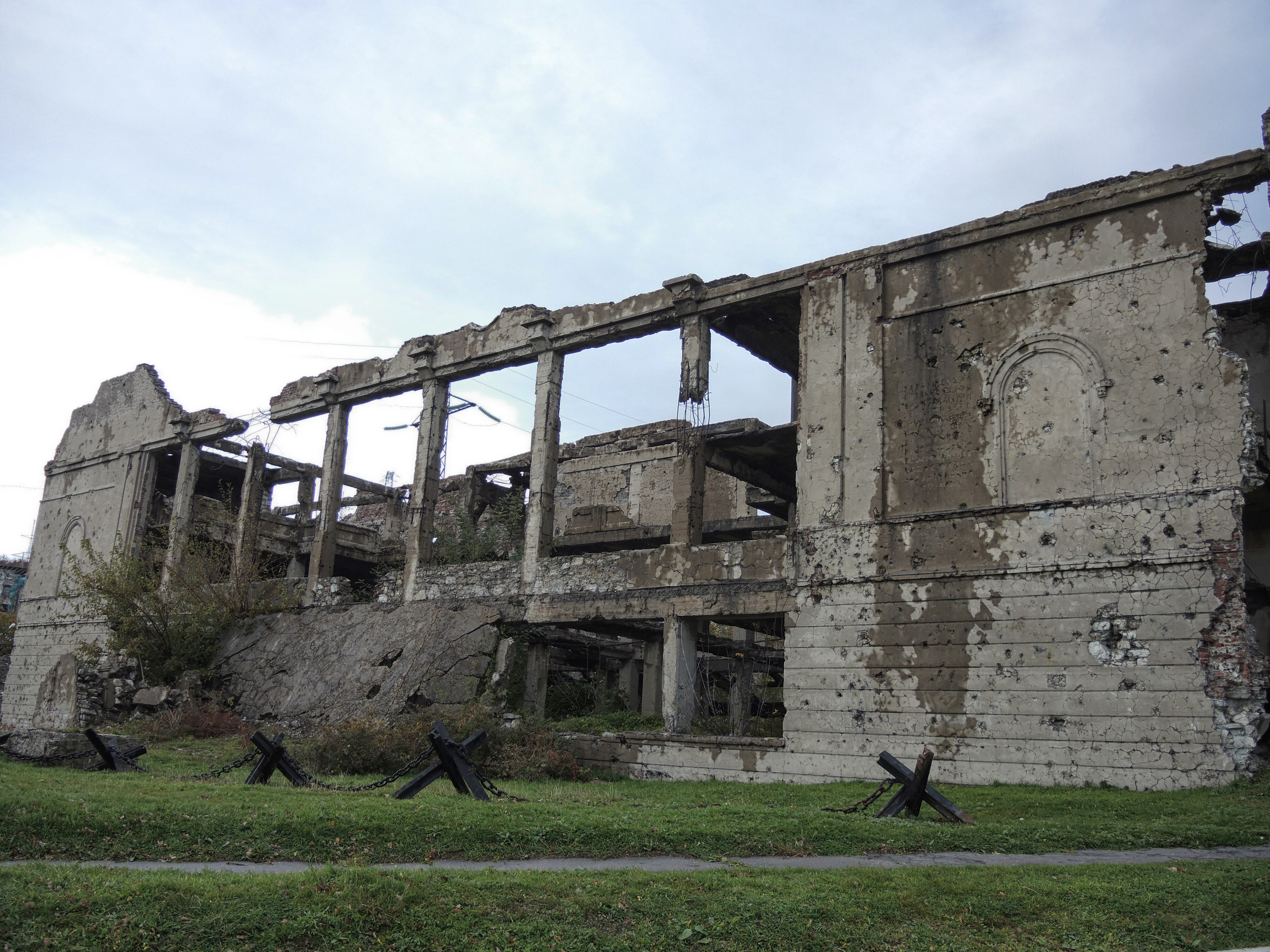
Руины Дворца культуры цементников
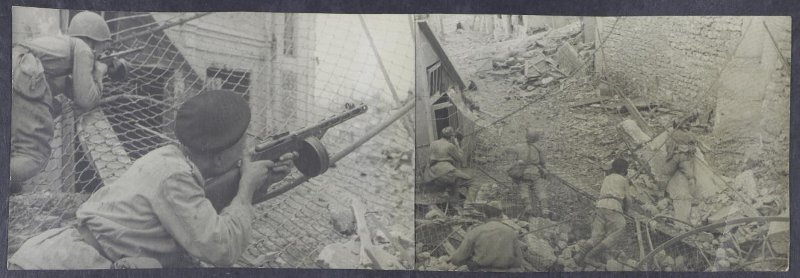
Советские матросы ведут бой за цементный завод, Новороссийск

В ходе боевых действий все новороссийские цементные заводы оказались полностью разрушены. После освобождения Новороссийска в 1943 году в город прибыла группа инженеров ленинградского Гипроцемента для оценки степени разрушения цемзаводов. Гипроцементом в сжатые сроки был разработан проект восстановления и реконструкции заводов «Октябрь» и «Пролетарий». Для ускоренного восстановления «Новоросцемента» был создан ведомственный трест «Новоросцемстрой» — генеральный подрядчик восстанавливаемых заводов. К 1944 году оба завода смогли выпустить первые тонны цемента.

### Послевоенные годы
В 1946 году были восстановлены цеха цемзавода «Первомайский» (бывший «Бетон»), где были выработаны первые 17 тысяч тонн цемента. В 1948 году после окончания реконструкции «Первомайский» вышел на полную мощность и достиг 97 тысяч тонн цемента в год.
С 1949 года на восстановленных заводах «Первомайский», «Октябрь» и «Пролетарий» началось внедрение современных технологических линий с вращающимися печами фирм «Lepol» и «Polysius AG». Линии работали по технологии полусухого производства цемента. Это позволило постепенно начать избавляться от старых шахтных печей, последние из которых были демонтированы в 1963 году.
В декабре 1954 года объединение «Новоросцемент» было реорганизовано в комбинат «Новоросцемент». В состав цементного комбината вошли заводы «Пролетарий», «Октябрь», «Первомайский», «Победа Октября» и Баканское месторождение опоки.
За 1959 год «Новоросцемент» выработал суммарно 2399 тысяч тонн высококачественного цемента. Высококачественный новороссийский цемент поставлялся на строительство таких масштабных объектов, как Волго-Донский канал, Куйбышевская и Волжская ГЭС, главное здание МГУ им. Ломоносова и т.д.
В 1967 году на цемзаводе «Пролетарий» были введены в эксплуатацию две крупнейшие в СССР вращающиеся печи диаметром 5 метров и общей длиной 185 метров.
В 1973 «Новоросцемент» выработал 4450 тыс. тонн высококачественного цемента, а выработка цемента на одного рабочего была выше средней по всей советской цементной промышленности.
Согласно Постановлению ЦК КПСС и Совет Министров СССР № 206 от 6 марта 1975 года «О развитии производственных мощностей предприятий комбината «Новоросцемент» предусматривались работы по расширению и реконструкции заводов комбината «Новоросцемент». В период 1976—1980 г.г. на «Новоросцементе» появилась комплексная система повышения эффективности производства и качества продукции, на трёх заводах комбината было обновлено технологическое оборудование (вращающиеся печи, мостовые грейферные краны, различные насосы и т.д.).
Двум производимым комбинатом видам цемента марки 500 был присвоен Государственный знак качества.
В 1982 году после смерти Л. И. Брежнева комбинату «Новоросцемент» было присвоено его имя.
За 1988 год «Новоросцемент» произвёл 4,9 млн. тонн цемента в год.
1 января 1989 года из состава «Новоросцемента» был выведен цемзавод «Победа Октября» и передан НПО «Союзстромэкология». 

### Российский период
После распада СССР комбинат «Новоросцемент» перешёл в ведение Госкомимущества России.
23 апреля 1992 года Правительство России издало распоряжение о приватизации «Новоросцемента» с участием иностранного инвестора — французской компании «Ciments Francais». Уже 30 декабря 1992 года комбинат «Новоросцемент» был приватизирован и акционирован в ОАО «Новоросцемент».
После приватизации и перехода на рыночную экономику выпуск цемента стал сокращаться и к началу 1995 года составил лишь 60% от проектной мощности «Новоросцемента». Благодаря действиям руководства «Новоросцемента» во главе с гендиректором Л.Л. Ясудом предприятие смогло относительно благополучно пережить экономический кризис 1990-х годов, сохранив при этом свой производственный потенциал.
В 1997 году по итогам хозяйственно-финансовой деятельности ОАО «Новоросцемент» было признано лидером российской экономики.
С 2004 года на предприятии началась модернизация производственных фондов. Велись мероприятия по снижение концентрации загрязняющих веществ, такие как перевод помольных установок на замкнутый цикл помола и окончательный отказ от мокрого способа производства цемента в пользу сухого. Также был построен вертикальный рудоспуск с верхних горизонтов карьера цемзавода «Пролетарий». Это позволило отказаться от морально устаревшей схемы транспортировки сырья самосвалами по серпантину.
Производство цемента в 2009 году составило 3,8 млн т цемента (в 2008 году — 4,0 млн т). Выручка компании за 2009 год составила 7,69 млрд руб. (за 2008 год — 14,1 млрд руб.), чистая прибыль — 1,29 млрд руб. (6,29 млрд руб.). Выручка в 2007 году по МСФО — $400 млн, чистая прибыль — $215 млн. Все 3 завода имели общую мощность ~ 5 млн тонн\год.
По итогам 2010 года «Новоросцемент» произвёл 3,9 млн тонн цемента, что сделало его вторым после «Евроцемент груп» крупнейшим производителем цемента в России.
В 2014 году был закрыт цемзавод «Октябрь». 
В начале 2017 года на территории цемзавода «Первомайский» была введена в эксплуатацию новая технологическая линия по производству цемента сухим способом. Линия имела годовую производительность 2,2 млн. тонн цемента и состояла из оборудования немецкой фирмы «KHD Humboldt Wedag AG». 
К 2025 году на цемзаводе «Пролетарий» будет введена новая технологическая линия для производства клинкера по сухому способу. Проектная мощность «Пролетария» после реконструкции составит около 650 тыс. тонн цемента в год. Это позволит «Новоросцементу» окончательно отказаться от устаревшего мокрого способа производства. 

## Деятельность
В состав «Новоросцемента» входит два цементных завода в Новороссийске — «Пролетарий» и «Первомайский». Оба завода работают по сухой технологии производства цемента. Годовая производственная мощность обоих предприятий составляет 4,1 млн. тонн или более 6% от всех цементных мощностей России. 
Сырьевой базой для производства служит крупнейшее в мире Новороссийское месторождение мергелей, которое разрабатывается открытым способом. Месторождения мергелей приурочены к юго-западному крылу крупной антиклинальной складки, вытянутой вдоль берега Чёрного моря более чем на 50 км. Складка сложена верхнемеловыми известково-мергелистыми породами мощностью (толщиной слоя) до 2000 м.
Также «Новоросцемент» является единственным производителем цемента в Краснодарском крае, который способен в полном объёме удовлетворять потребности строительного комплекса Юга России.

## Продукция
- Портландцемент без минеральных добавок марок ПЦ 500-Д0, ПЦ 500-Д0-Н, ПЦ 600-Д0;
- Портландцемент с минеральными добавками марки 500 быстротвердеющий (ПЦ 500-Д20-Б);
- Сульфатостойкий портландцемент с минеральными добавками марки 400 (ССПЦ 400-Д20), марки 500 (ССПЦ 500-Д20);
- Портландцемент для производства асбестоцементных изделий (ПЦА);
- Тампонажный портландцемент с минеральными добавками для низких и нормальных температур (ПЦТ II-50) для умеренных температур (ПЦТ II-100);
- Портландцемент ЦЕМ I 42,5Б; ЦЕМ I 42,5Н; ЦЕМ II/А-П 42,5Н.

## Награды
- Орден Ленина. Награждён Указом Президиума Верховного Совета СССР от 1958 года за достигнутые успехи в деле значительного увеличения производства высококачественного цемента[8][14]
- Памятный знак «За трудовую доблесть в девятой пятилетке». Награждён в 1976 году по итогам девятой пятилетки с вручением переходящего Красного знамени ЦК КПСС, Совета Министров СССР, ВЦСПС и ЦК ВЛКСМ[16].
- Орден Октябрьской Революции. Награждён Указом Президиума Верховного Совета СССР от 13 декабря 1982 года за достижение высоких производственных показателей и в связи со 100-летием новороссийской цементной промышленности[18].
- Благодарственное письмо Президента Российской Федерации коллективу ОАО «Новоросцемент» (январь 2000 года).
- Почётный знак «Строительная слава». Награждён в 2007 году решением Российского Союза строителей за заслуги в развитии цементной промышленности.

Призы
- «Золотая звезда» (1994 год, за высокое качество, новейшую технологию, должный контроль за качеством продукции и престиж на международном рынке),
- Орден почёта Международной кадровой академии ЮНЕСКО (2000 год, за большой вклад в развитие промышленности строительных материалов, производство и реализацию высококачественных цементов),
- «Лучшие российские предприятия» (2000 и 2001 год, за наиболее высокую финансовую эффективность)[34],
- «Европейское качество» (2007 год; золотая медаль в номинации «100 лучших организаций России. Экология и экологический менеджмент»),
- Золотая медаль «Экология и производство. Перспективы развития экономических механизмов охраны окружающей среды» (2016 год).